# Zygmunt Noskowski
 (décembre 2023).
Si vous disposez d'ouvrages ou d'articles de référence ou si vous connaissez des sites web de qualité traitant du thème abordé ici, merci de compléter l'article en donnant les références utiles à sa vérifiabilité et en les liant à la section « Notes et références ».
Zygmunt Noskowski,né le 2 mai 1846 à Varsovie et mort le 23 juillet 1909 dans la même ville, est un professeur et compositeur polonais.

## Biographie
Originaire de Varsovie, Noskowski fréquente le conservatoire de sa ville natale où il apprend le violon et la composition. Il obtient une bourse qui lui permet d'aller à Berlin entre 1864 et 1867 où il étudie avec Friedrich Kiel, un des plus célèbres professeurs de composition de son temps. Il rentre à Varsovie en 1880 et y restera jusqu'à la fin de ses jours.
Noskowski compose mais il est surtout connu pour ses talents de journaliste, chef d'orchestre et surtout pédagogue. Il est une des figures de proue de la musique polonaise au tournant du XXe siècle. Il a comme élèves de nombreux compositeurs polonais de la génération suivante, notamment Karol Szymanowski, Ludomir Różycki et Grzegorz Fitelberg. Il est considéré comme le père de la musique symphonique polonaise et dirige la Société musicale de Varsovie entre 1880 et 1902. Il est également considéré comme le plus important des compositeurs polonais pendant les dix dernières années de sa vie.

## Œuvres
Bien qu'il soit surtout connu pour sa musique pour orchestre, Noskowski a également composé des opéras, des pièces de musique de chambre, diverses sonates et de la musique vocale. À propos de sa musique de chambre, Wilhelm Altmann écrit qu'« elle est vraiment efficace et qu'elle est mérite l'attention du public et qu'elle est digne d'être jouée ». Son quatuor à cordes datant de 1879 montre que le compositeur a assimilé les inventions musicales récentes en provenance d'Europe centrale. Sa musique, indépendamment de sa structure subit peu l'influence des compositeurs en vogue à son époque, notamment Brahms, Liszt et Wagner.

### Liste d'œuvres
- Cycle de mélodies sur les contes d'Ignacy Krasicki, opus 1, (1874-1878).
- Sonate en la mineur pour violon et piano, (avant 1875).
- Symphonie no 1 en la majeur, WoO[note 1], (1874-1875).
- Morskie Oko, ouverture de concert pour orchestre, opus 19.
- 6 Cracoviennes, dédicacées au Freiherr Alexander von Herder [Krakowiaki], pour piano, opus 7, (1876-1877).
- 2 Lieder pour voix féminines ou chœur, avec accompagnement de piano : Mailied (Pieśń Majowa), Veilchen vom Berge (Kwiatek górski), s.d. opus 12.
- Morskie Oko, ouverture concertante pour orchestre, opus 19 (1875).
- Quatuor à cordes, (1875).
- Symphonie no 2 en do mineur, « Elegiac ».
- Fantaisie pour quatuor à cordes, (1879).
- Quintette avec piano, opus 8, (1880).
- Quatuor à cordes en ré mineur, opus 9, (1880).
- Kołysanka, opus 11, s.d.
- Suite polonaise, pour piano, opus 28, (vers 1880).
- Variations en mi mineur pour orchestre, sur un thème original (avant 1883).
- Quatuor à cordes en mi majeur (1883).
- Quatuor à cordes en mi mineur (1884).
- Élégie polonaise, pour orchestre en mi mineur, (1885).
- Fantazja góralska (Fantaisie de la montagne), piano quatre mains, opus 17, (1885).
- Recueil de chansons pour les enfants, opus 34, (1889).
- Trzy utwory (Trois morceaux), pour piano (Dumka, Trepak, Polonaise élégiaque (Polonez elegijny), opus 22, (1890).
- En Pastel (Trois morceaux caractéristiques), pour piano, opus.30, (1890).
- Moments mélodiques (Quatre pièces caractéristiques), opus 36, (1890).
- La steppe, poème symphonique, opus 66 (1896).
- Marche funèbre pour orchestre, opus 53, (1897).
- Livia Quintilla, opéra en un prologue et 2 actes, sur un livret de L. German, d'après S. Rzętkowski, créé à Lemberg (Lviv), le 15 février 1898.
- 10 mélodies enfantines, opus 63, (1898).
- Z życia narodu (La Vie de la nation), variations symphoniques sur le Prélude en la majeur de Chopin opus 28 n° 7 (1901).
- Święto ognia, czyli noc świętojańska (le sacre du feu ou la Nuit de saint Jean), ballet en trois actes, créé à Varsovie en 1902.
- Symphonie no 3 en fa majeur, WoO[note 1], « Od wiosny do wiosny » (D'un printemps à l'autre) (1904).
- Wyrok (Le Jugement), opéra en 2 actes sur un livret de Noskowski, d'après Dramat jednej nocy (Drame d'une nuit) d'Aurelie Urbański, créé au Théâtre Wielki de Varsovie, le 15 novembre 1906.
- Zemsta za mur granicmy, (Revanche pour le mur de la frontière), opéra en 4 actes sur un livret de Noskowski, d'après Zemsta (La Revanche) d'Aleksander Fredro, créé au Théâtre Wielki de Varsovie, le 10 avril 1926.
- Septuor pour violoncelles et contrebasse.

### Écrits
- Avec Marek Zawirski, Wykład praktyczny harmonii jako kurs przygotowawczy do nauki kontrapunktu (lecture pratique de l'harmonie comme cours prépératoire à l'apprentissage du contrepoint), M. Arct, Varsovie, 1903.
- Kontrapunkt, kanony, wariacje i fuga: wykład praktyczny (Contrepoint, canons, Variations et Fugue: un cours pratique), Varsovie, 1907.

## Discographie
- 2008 : Piano Works vol. 1 - Acte Préalable AP0188  - Valentina Seferinova: Impressions Op. 29; 3 Pieces Op. 35; Moments Melodiques Op. 36: Contes Op. 37; Feuille de Trefle Op. 44
- 2015 : Piano Works vol. 2 - Acte Préalable AP0355  - Anna Mikolon : Craoviennes op. 2, Polnisches Wiegenlied op. 11, Les sentiments op. 14, Aquarelles op. 20, En pastel op. 30
- 2017 : Piano Works vol. 3 - Acte Préalable AP0382  - Anna Mikolon: Images op. 27, Danses polonaises op. 23 a & 23 b, 3 Cracoviennes op. 5, 3 Morceaux op. 22, 3 Morceaux op. 26, 2 Morceaux op. 15
- 2018 : Piano Works vol. 4 - Acte Préalable AP0415  - Anna Mikolon, Anna Liszewska: Cracoviennes op. 7, Danses masoviennes op. 38, Six Polonaises op. 42
- 2009 : Chamber Works vol. 1 - Acte Préalable AP0234  - Four Strings Quartet: String Quartets Nos. 1 & 2
- 2013 : Chamber Works vol. 2 - Acte Préalable AP0235  - Four Strings Quartet: String Quartet No. 3, Variations on a theme by Viotti, Humorous Quartet, Vis à vis for violin and cello
- 2011 : Chamber Works vol. 3 - Acte Préalable AP0248  - *Jolanta Sosnowska: Violin sonata in A minor, Violin miniatures
- Symphonic poem "Step" Orchestre des Champs Élysées - Philippe Herreweghe (2012 Narodowy Instytut Frederika Chopina / The Frederyk Chopin Institute.
- Symphonic Works, Vol. 1: Symphony No. 1, Morskie Oka, and Pan Zolzikiewicz (Sterling 1083)
- Symphonic Works, Vol. 2: Symphony No. 2, Variations on an Original Theme, and Odglosy paniątkowe (Sterling 1093)
- Symphonic Works, Vol. 3: Symphony No. 3, From the Life of the Nation, Prelude to Act 2 of Livia Quintilla, and Elegiac Polonaise (Sterling 1101)

## Sources et bibliographie
- (en) Cet article est partiellement ou en totalité issu de l’article de Wikipédia en anglais intitulé « Zygmunt Noskowski » (voir la liste des auteurs).
- (pl) Witold Wronski, Zygmunt Noskowski, Varsovie, 1960